# Chaturanga
Chaturanga är en föregångare till schackspelet. 

## Historia
Ordet kommer från sanskrit och som fritt översatt betyder "delad i fyra". En påminnelse om hur en indisk pluton var indelad i fyra delar; fem fotsoldater, tre hästar, en vagn och en elefant.
Man tror att spelet, som spelats i Indien sedan 600-talet, är den äldsta formen av schack.

## Regler
Reglerna är påfallande lika vanligt schack men har även inslag av kinaschack.
Chaturanga spelas på ett bräde som kallas för ashtapada. Det är indelat i 8x8 likfärgade rutor. Dock är det inte rutigt som det vanliga schackbrädet är. Vissa av brädets rutor kan ibland vara markerade med ett kryss.

### Flytt av pjäserna
- Kungen (Raja) flyttar precis som i schack (se kung), men har dessutom rätten att gå som springaren en gång under partiet, förutsatt att han inte varit i schack tidigare.
- Rådgivaren (Ferz) flyttar ett steg diagonalt.
- Elefanten (Alfil) flyttar två steg diagonalt och kan hoppa över andra pjäser.
- Hästen (Ashwa) flyttar som en vanlig springare.
- Tornet (Ratha) flyttar som ett vanligt torn.
- Fotsoldaten (Padati) flyttar som en vanlig bonde, men får inte göra något dubbelsteg vid sin första flyttning.

### Bondeförvandling
Bönderna kan förvandlas till andra pjäser när de når andra änden av brädet. Dock endast till den typ av pjäs som stod på just den rutan vid partiets öppning.
Dessutom kan man endast förvandla sin bonde till någon pjäs som man förlorat.